# Ganzourgou
Ganzourgou ist eine Provinz in der Region Plateau Central im westafrikanischen Staat Burkina Faso mit 382.941 Einwohnern auf 4179 km².
Die Provinz besteht aus den Departements Zorgho, Salogo, Méguet, Zam, Mogtédo, Zoungou, Boudry und Kogho. Hauptstadt ist Zorgho.